# Olie-immersie

Olie-immersie is in de microscopie een techniek om een sterkere vergroting van het object mogelijk te maken. Om olie-immersie te gebruiken heeft een microscoop een speciale lens nodig. Niet elke microscoop heeft deze mogelijkheid. Om deze lens te kunnen gebruiken moet er een druppeltje olie op het dekglaasje op het preparaat worden aangebracht en moet de lens zover naar beneden gedraaid worden dat de lens de olie aanraakt. Een lens voor olie-immersie heeft meestal een vergroting van 100x. De lens is heel klein en daardoor is het beeld lichtzwak.

## Materiaal
Vroeger, ten tijde van Louis Pasteur, werd cederolie gebruikt. Ook canadabalsem was zeer in trek hiervoor.

## Achtergrond
Wanneer men met een lichtmicroscoop (zie microscoop) gebruikmaakt van de sterkste objectieven kan er een verstoring van het beeld optreden doordat er een ongelijke breking van het licht optreedt tussen de lucht en de lens. 
Om dit probleem te voorkomen, maakt men gebruik van immersie-olie die men tussen het preparaat en de lens aanbrengt. De brekingsindex van immersie-olie is namelijk identiek aan die van glas. Als men grote, maar niet de allergrootste, vergroting nodig heeft, wordt vaak waterimmersie gebruikt. Dat levert wel veel voordeel vergeleken met conventionele lenzen, weliswaar niet zoveel als olie-immersie, maar zonder de problemen van het moeten schoonmaken van het objectief na elke waarneming. Als de olie eenmaal zou zijn opgedroogd en uitgehard is het namelijk nauwelijks nog te verwijderen van de lens. Waterimmersie heeft bovendien het extra voordeel dat men eventueel direct in een druppel water kan kijken als men dat wil en men spaart op die manier dus nog een aantal grensvlakken uit. In dat geval moet men de lens na gebruik echter ook reinigen. Als men van schone dekglaasjes en gedestilleerd water gebruikgemaakt heeft hoeft dat zelfs niet eens meer regelmatig te gebeuren.